# Tūs

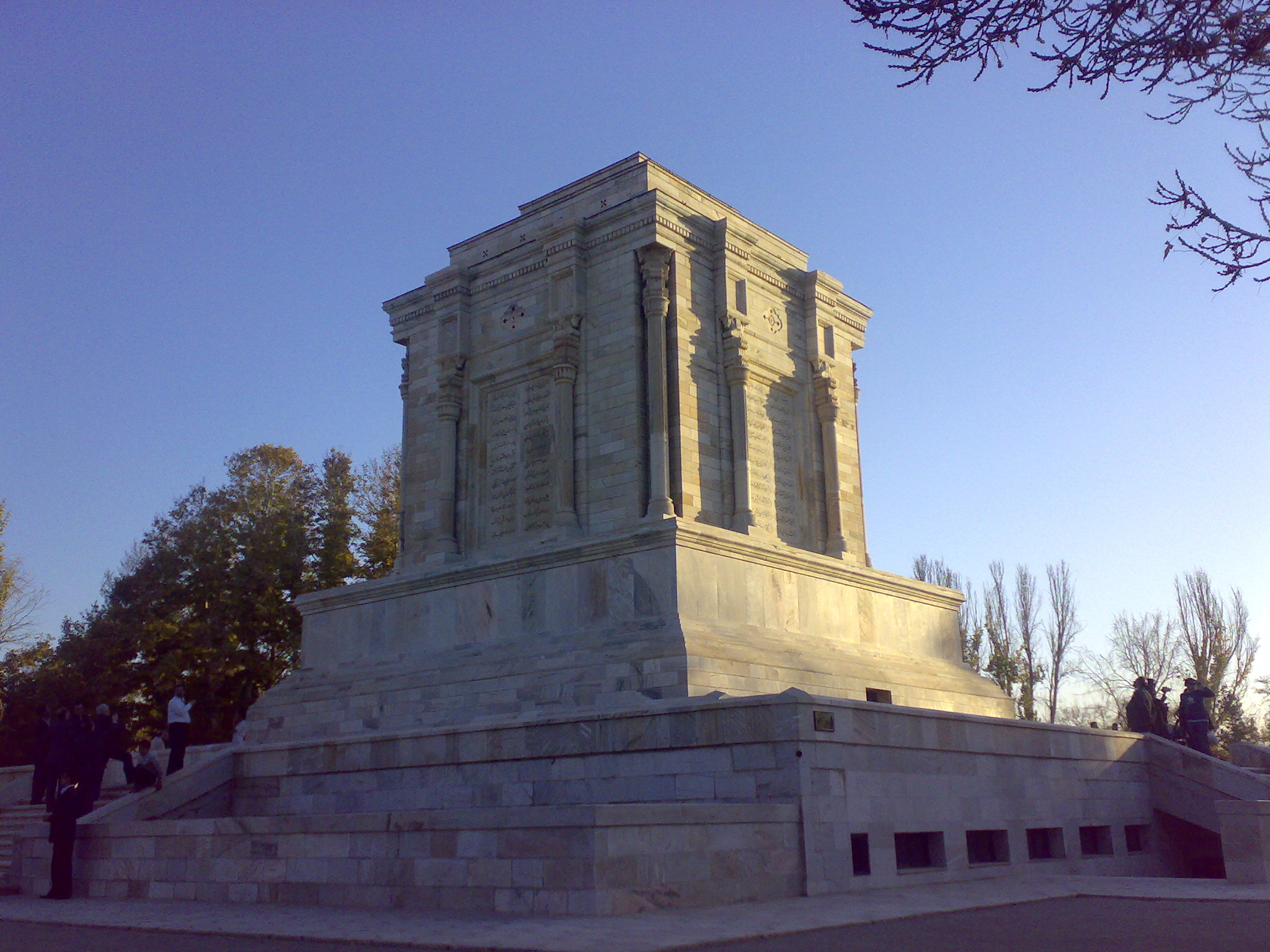
Firdausis Grabmal in Tūs

Tus bzw. Tūs (persisch توس, traditionell auch طوس, DMG Ṭūs) ist eine bereits in der Antike entstandene Stadt im Nordosten Irans. Tus liegt in der Nähe der heutigen Großstadt Maschhad, einer der wichtigsten religiösen Städte der Schiiten.
Der berühmteste Bürger aus dem Bezirk Tūs ist wohl der große Dichter und Epiker Abu l-Qasim Firdausi (gestorben 1020), der Hauptautor des monumentalen persischen Nationalepos Schāhnāme. Zudem kam in der chorasanischen Stadt im Jahre 1058 der bedeutende islamische Gelehrte Abu Hamid Muhammad al-Ghazālī zur Welt. Weitere herausragende Persönlichkeiten aus Tūs sind, wie die Namen schon erkennen lassen, Asadi Tusi (gestorben 1072), Scharaf ad-Din at-Tusi (gest. 1213) und Nasir ad-Din at-Tusi (gestorben 1274).   
Um die literarische Tradition des Ortes zu betonen, wurde von Schahbanu Farah Pahlavi das Literatur-Festival von Tūs begründet; die Eröffnungsveranstaltung fand am 14. Juli 1975 (23. Tīr 1354 AHS) statt.
Koordinaten: 36° 27′ N, 59° 34′ O